# Filo

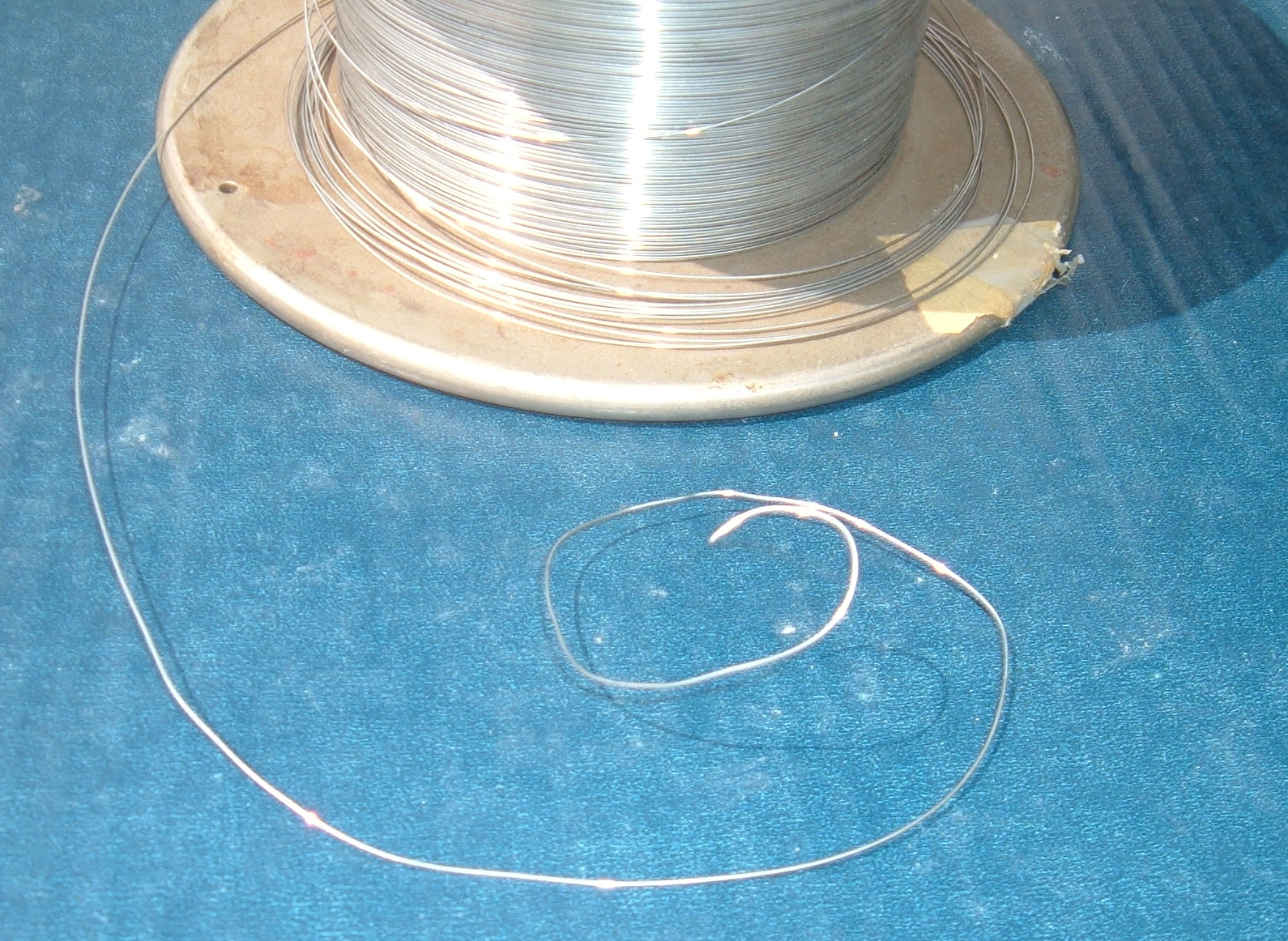
Filo di ferro

Il filo è un corpo sottile e molto lungo, solitamente di forma cilindrica a diametro costante e di materiale vario, con molte denominazioni in base al materiale, alle funzioni, ecc. tipo: fil di ferro, filo elettrico, della luce o del telegrafo, filo spinato, ecc.). Il termine filo (senza specifiche) indica il prodotto della filatura (fibre tessili), e può servire per tessere, cucire e/o ricamare (filo di seta, di cotone, di nailon, ecc.), oppure per costruire spaghi, funi o corde più robuste.
Le caratteristiche meccaniche sono piuttosto varie, in base agli usi e alle proprietà del materiale stesso, dalla inestensibilità massima alla flessibilità più ampia, e fino alla elasticità massima. Una volta costituito, viene in genere avvolto in spolette, rocchetti, bobine, gomitoli o matasse, ecc., per essere conservato, utilizzato e/o trasportato nel miglior modo. 
Un vecchio proverbio recita: "tre fili fanno uno spago" (l'unione fa la forza).

## Tipologie

### Filo cucirino

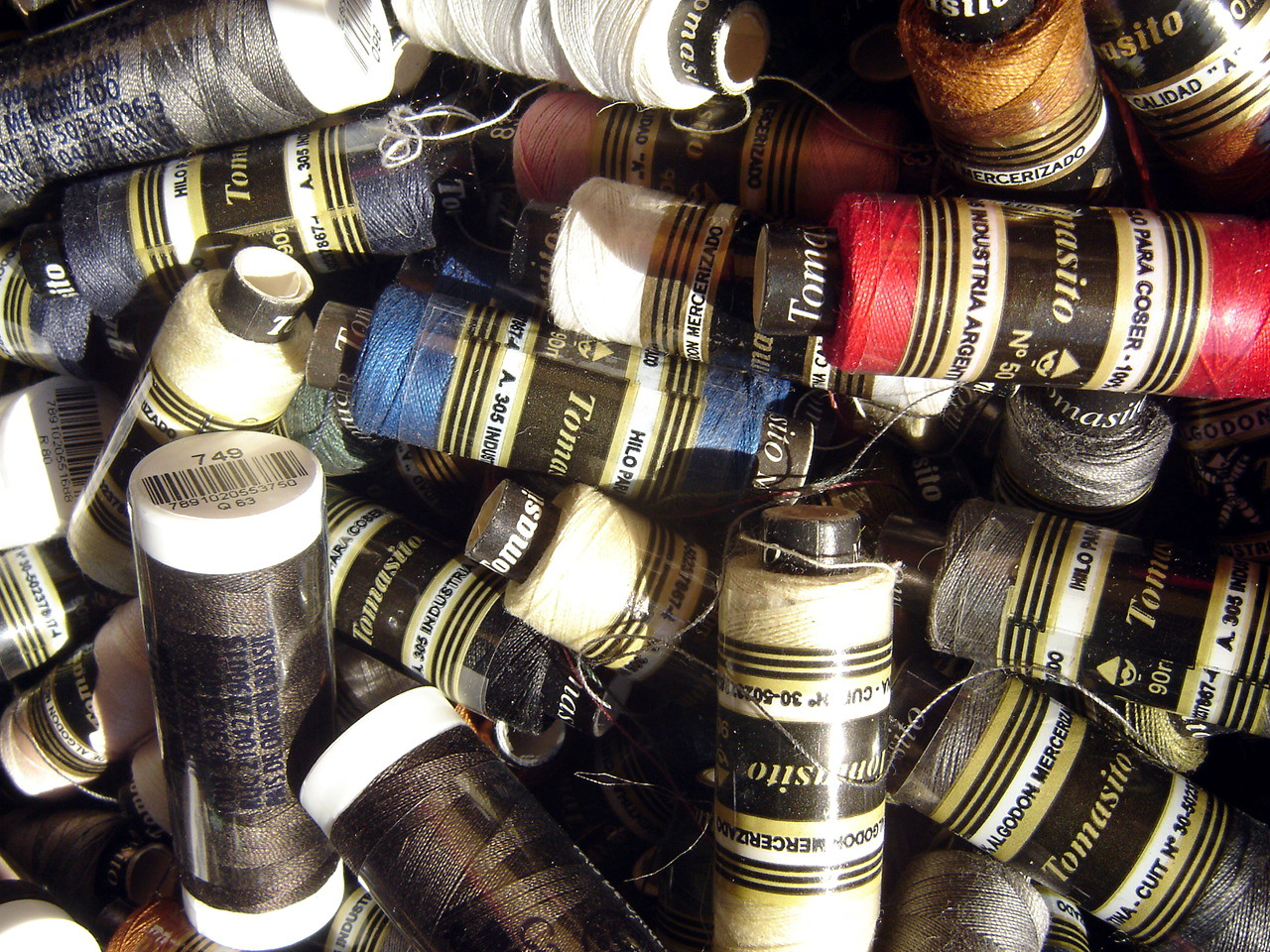
Filo di cotone

Quello più comune è costituito da due o più filamenti (in genere tre, un trefolo), di fibra animale, vegetale o sintetica (tipo il raion), strettamente intrecciati tra loro, o meglio, ritorti tra loro (la treccia è una formazione differente dal trefolo ritorto); serve per i lavori di cucitura e per l'industria tessile e viene venduto in forma di matasse o di rocchetti. Ma essendo costituito da più filamenti, non è propriamente un filo a "singola anima".

### Filo sintetico

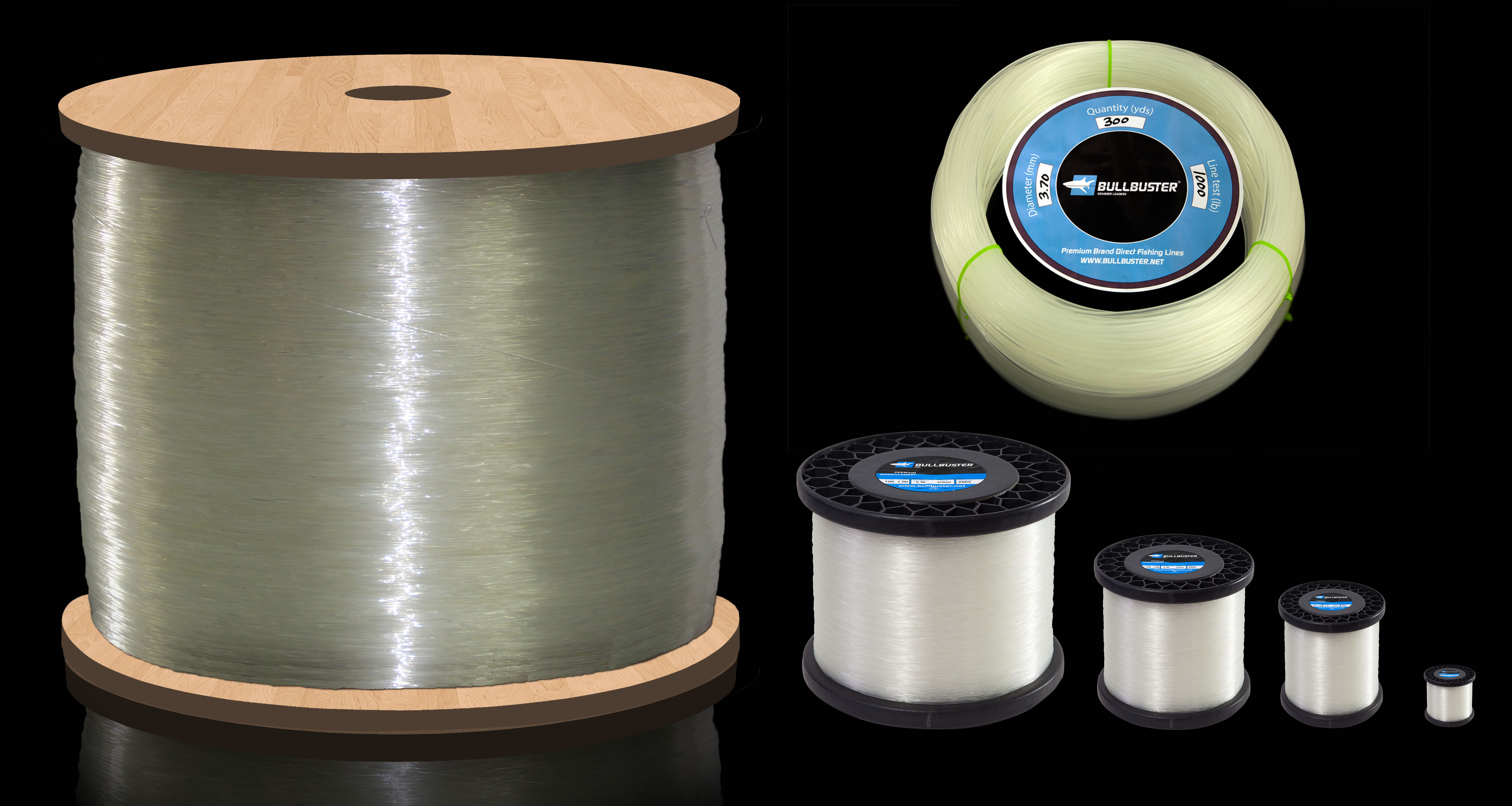
Filo da pesca

Il filo sintetico (per esempio nailon) è composto di solito da un unico elemento (singola anima o sezione) come i fili di ferro (o altri metalli) e non da vari fili accoppiati e ritorti o intrecciati; è usato, oltre che nell'industria tessile anche nelle attrezzature sportive (racchette da tennis) e nella pesca (lenza) o come corde di strumenti musicali (chitarra, liuto, arpa, ecc). 

### Filo metallico

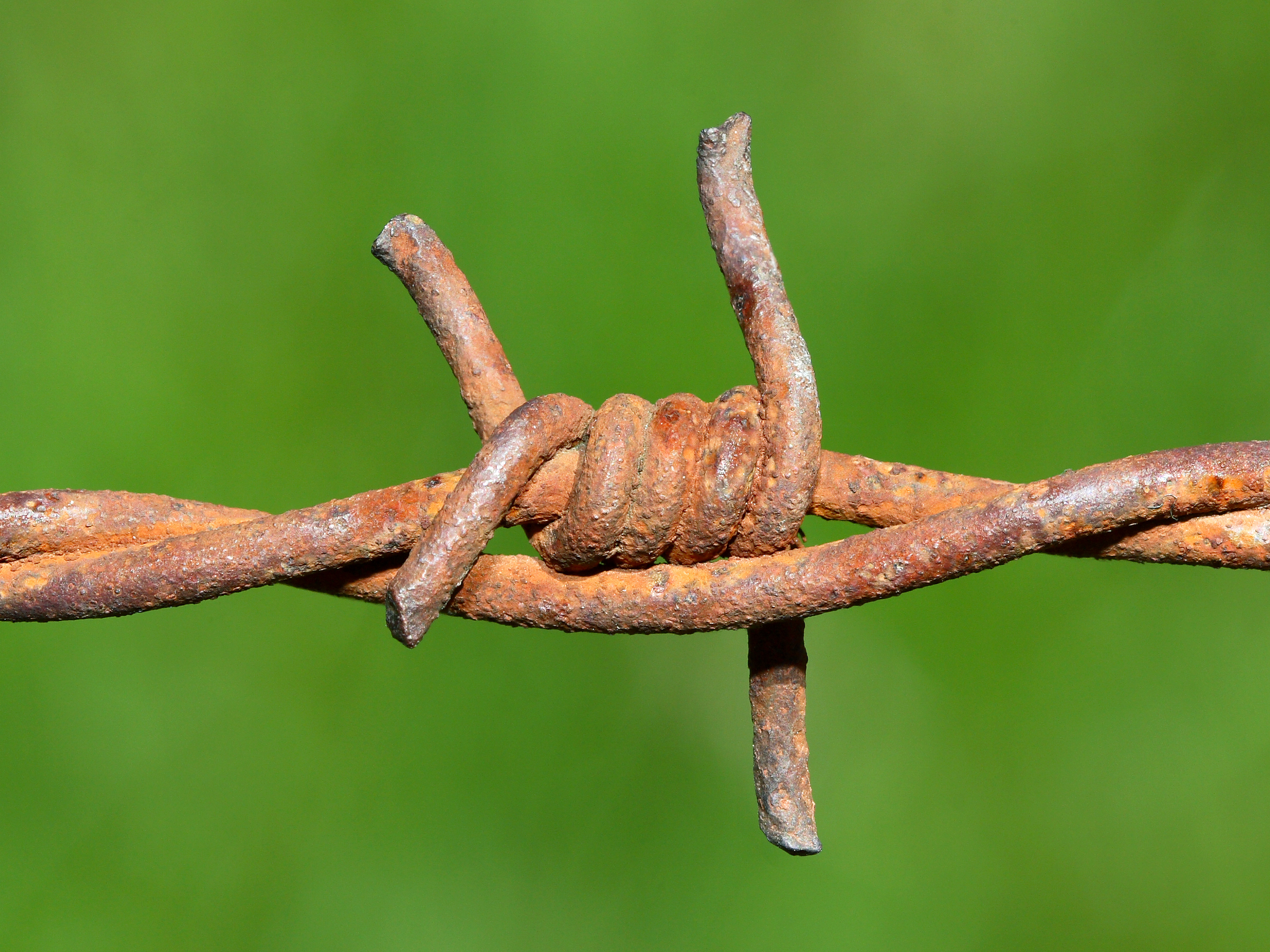
Filo spinato

Il più comune filo di questo tipo è il classico fil di ferro, che mantiene il nome anche quando è composto da altre leghe o metalli (alluminio, ottone, argento, ecc). Si usa per recinzioni e come sostegno per carichi meccanici; può costituire i trefoli (fili elementari ritorti tra loro) di una fune metallica. 
Anche l'anima delle funi stesse è solitamente costituita da un massiccio filo metallico. 
Un particolare tipo è il filo spinato, formato da un filo metallico con punte messe a intervalli regolari. 
Il filo di stagno è usato comunemente per le saldature di componenti elettrici o elettronici.

### Filo conduttore

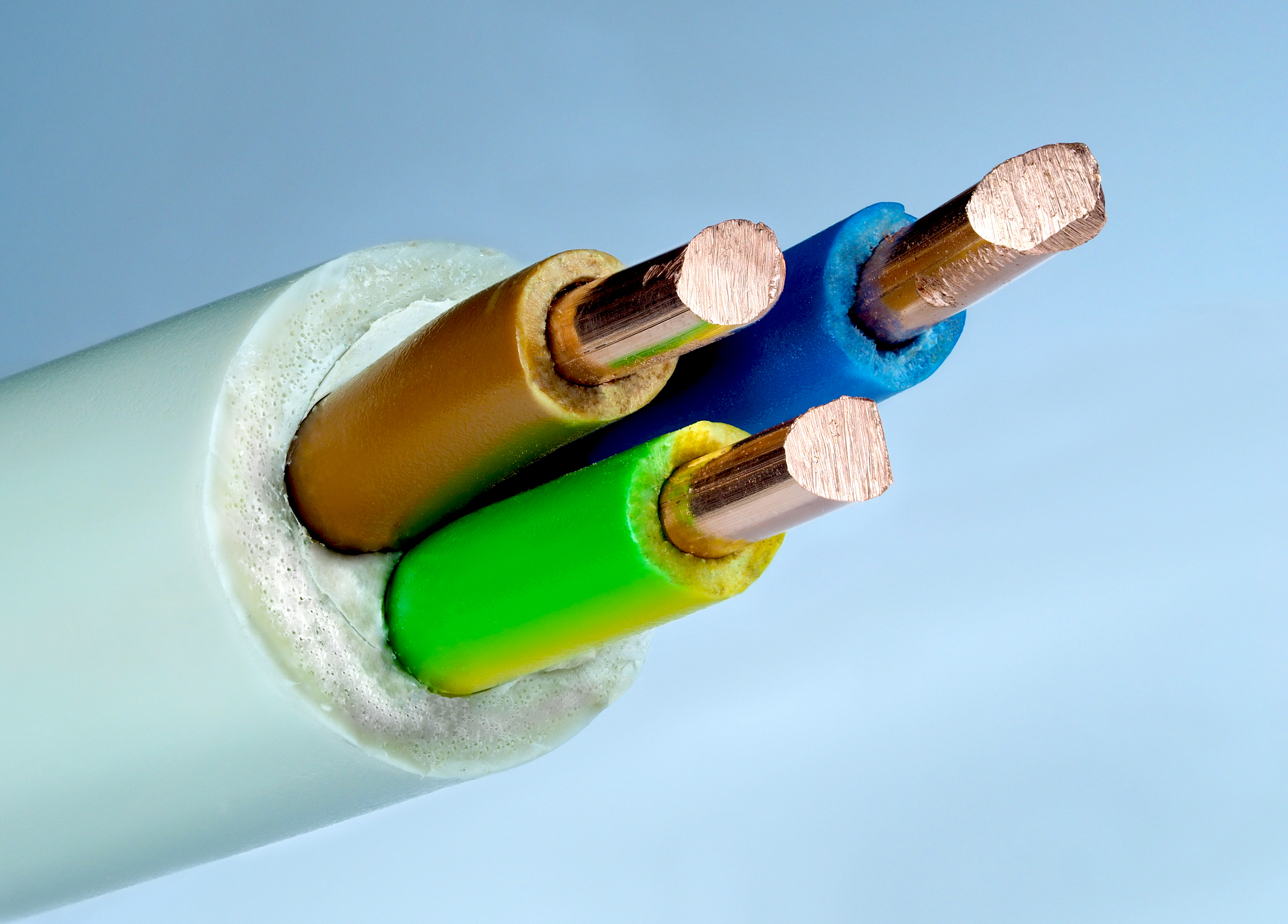
Fili elettrici

I classici doppini per la trasmissione di segnali telefonici sono costituiti da due fili metallici anziché da cavi formati da piccoli fili intrecciati; in passato fili rigidi di rame si potevano trovare anche negli impianti elettrici delle abitazioni per la distribuzione di energia elettrica. I fili elettrici e di segnale sono generalmente costituiti di metallo ricoperto da uno strato isolante elettrico e autoestinguente.